# Dálniční křižovatka Slavonín
Dálniční křižovatka Slavonín je mimoúrovňová křižovatka na jihozápadním okraji Olomouce v části Slavonín. Kříží se tu dálnice D35 s dálnicí D46, resp. navazující silnicí I/46.

## Poloha
Dálniční křižovatka se nachází na území Slavonína, části Olomouce, jižně od letiště Olomouc. Křižovatka se nachází v nadmořské výšce kolem 253 m n. m.

## Popis
Dálniční křižovatka Slavonín je mimoúrovňová křižovatka dálnice D35 (exit 267) procházející zde zhruba severojižním směrem jako obchvat Olomouce a dálnice D46, která za touto křižovatkou končí a dále pokračuje do středu Olomouce po Brněnské ulici jako silnice I/46.
Křižovatka je provedena jako čtyřlístkový typ čtyřramenné dálniční křižovatky, přičemž jsou nadto zavedena přídatná ramena.

## Historie výstavby
Křižovatka byla uvedena do provozu v říjnu 2003 v rámci zprovoznění úseku dálnice D35 na jih od Olomouce a napojení na stávající úsek D46 od Vyškova.